# Tutankamón con la corona azul

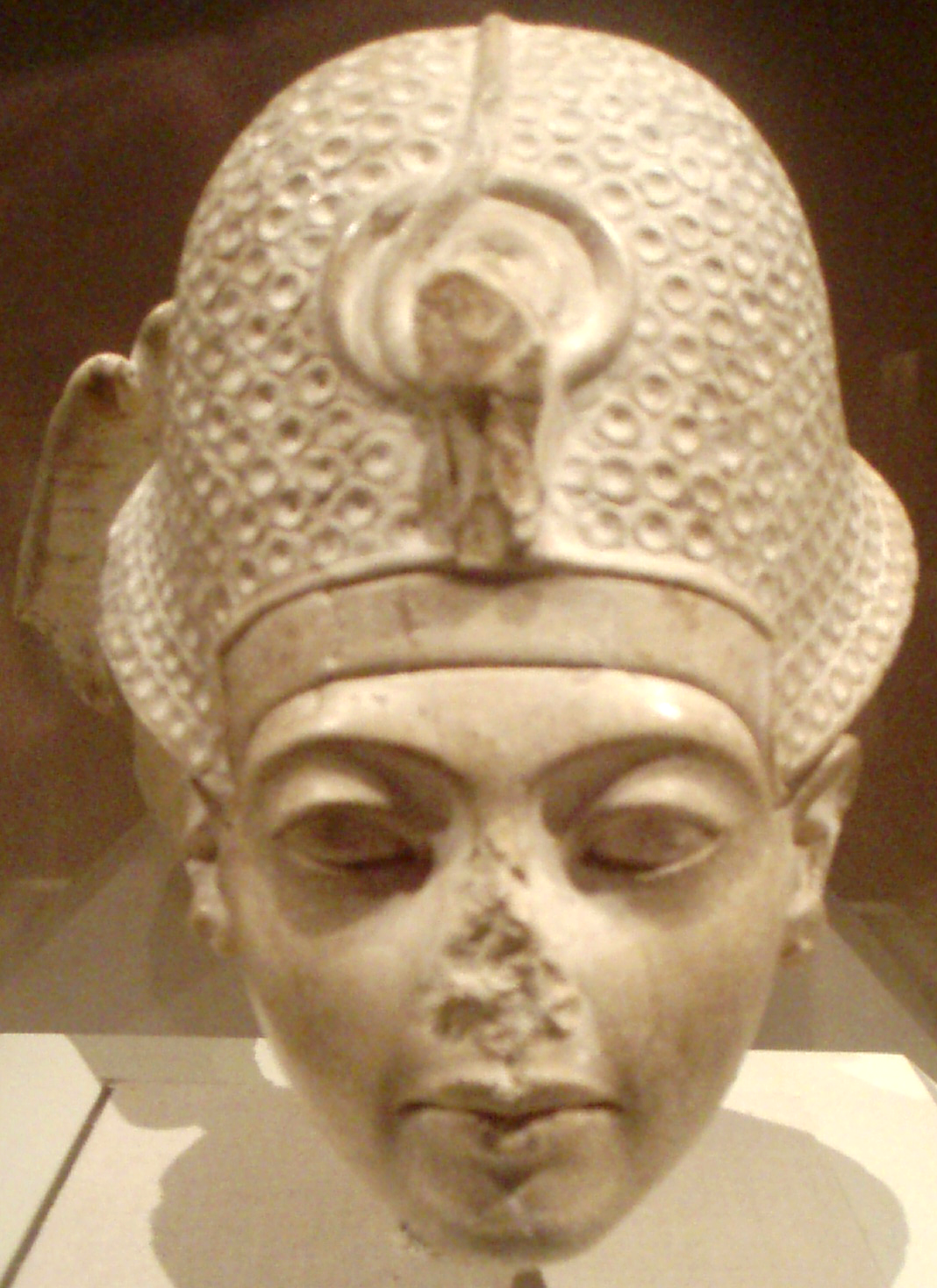
La Cabeza de Tutankamón expuesta en el Museo Metropolitano de Arte.

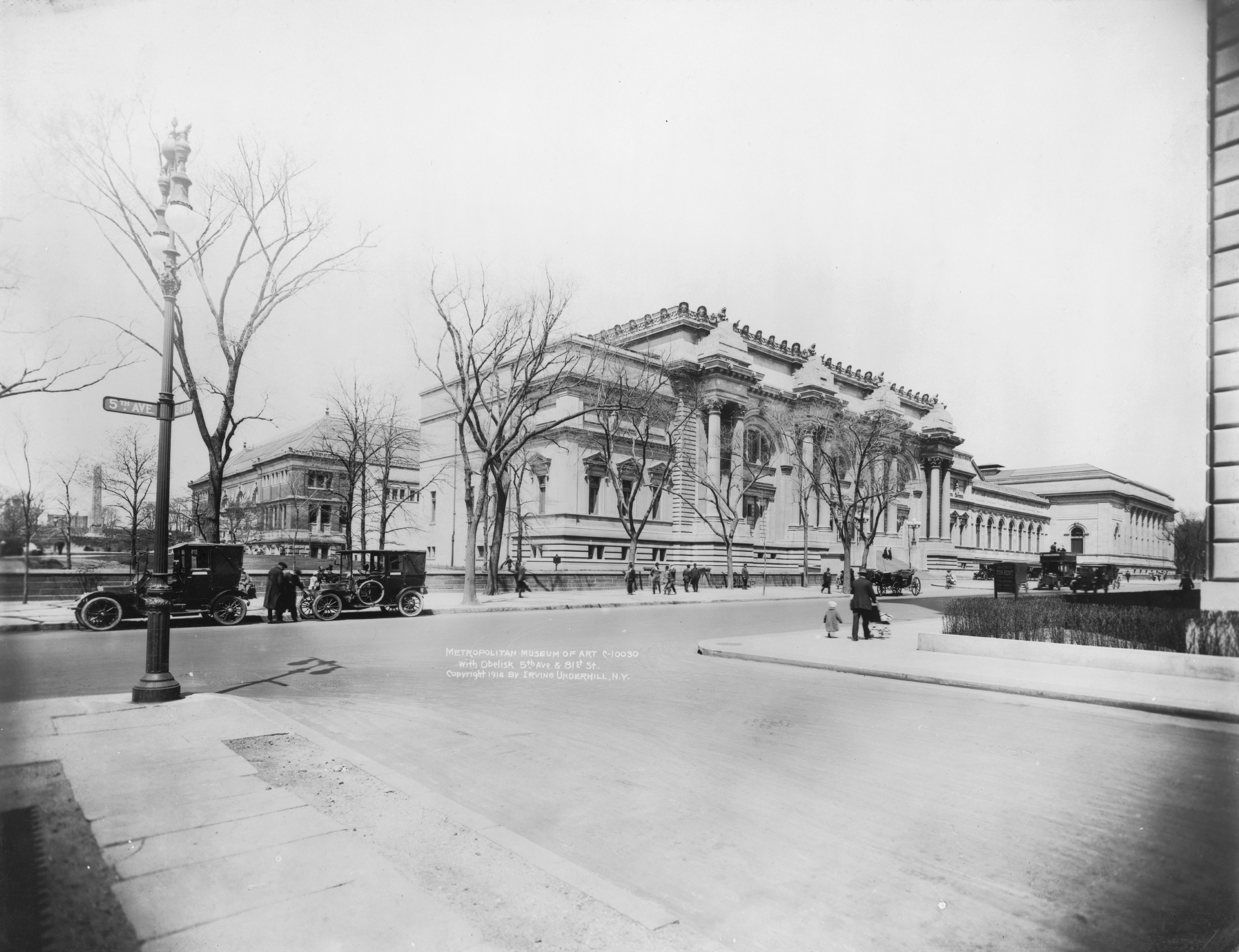
El Museo Metropolitano de Arte de Nueva York en una fotografía del año 1914.

Tutankamón con la corona azul es una parte o fragmento de una gran escultura tallada en el Imperio Nuevo de Egipto, concretamente durante la Dinastía XVIII de Egipto.

## Simbología
Esta cabeza formaba parte de una escultura en la cual Tutankamón, (faraón perteneciente a la dinastía XVIII de Egipto, que reinó de 1336/5 a 1327/5 a. C., Cronología según von Beckerath, Grimal, Shaw, y Málek), aparecía en un nivel inferior, en gesto de subordinación al dios Amón, («El oculto»), símbolo del poder creador y «Padre de todos los vientos» en la mitología egipcia), que aparecía sentado en un trono y del que tan solo se conserva su mano derecha que está tocando el Jepresh o Corona Azul del faraón, gesto que supone la coronación del mismo como rey.

## Conservación
- La figura se exhibe de forma permanente en el Museo Metropolitano de Arte de Nueva York, propietario de la pieza desde el año 1950, cuando le fue donada por la Roger's fund.

## Características
- Estilo: arte egipcio.
- Material: Piedra caliza.
- Altura: 14,9 centímetros.